# ریچارد مانتگیو
ریچارد مانتگیو (به انگلیسی: Richard Montague) (۱۹۷۱–۱۹۳۰) ریاضی‌دان و فیلسوفی آمریکایی بود. مانتگیو در ۱۹۵۷ در دانشگاه کالیفرنیا، برکلی تحت نظر آلفرد تارسکی دکترا گرفت. رسالهٔ دکترای او حاوی اولین اثباتِ این قضیه است که اصول‌موضوعِ تسرملو-فرنکل برای نظریهٔ مجموعه‌ها را نمی‌توان با تعدادی متناهی اصل بیان کرد. رهیافت منطقیِ او به معناشناسیِ زبان‌های طبیعی (که به گرامرِ مانتگیو معروف است) در زبان‌شناسی رایانشی و در فلسفهٔ زبان تأثیرگذار بوده‌است.
مانتگیو که نوازندهٔ چیره‌دستی هم بود در خانه‌اش به قتل رسید.
مونتگیو در زمان حیات خود بیشترین وقتش را صرف کار بر روی مبانی منطق ریاضی نمود ولی عمده شهرت فعلی او مدیون سه مقاله‌ای است که در زمینه معناشناسی زبان طبیعی در سال‌های ۱۹۷۱ و ۱۹۷۲ چاپ شده‌اند. تأثیرگذارترین این مقالات Proper treatment of quantification in ordinary English نام دارد. در این سلسله مقالات او تلاش می‌کند که جملات زبان انگلیسی را به شکل الگوریتمیک به زبان نوعی منطق درجه بالا به نام intentional logic تبدیل کند. این تلاش از آن جهت مورد توجه قرار گرفت که تا آن زمان کلیه منطق دانان و زبان شناسان معتقد بودند زبان‌های طبیعی از جمله زبان انگلیسی دارای ابهامات فراوانی هستند و نمی‌توان جملات یک زبان منطقی را به همان دقتی که در زبان منطق وجود دارد به زبان طبیعی بیان نمود. اما مونتگیو نشان داد که حداقل برای قسمتی از زبان انگلیسی که او در مقاله اش به کار گرفته‌است قدرت زبان انگلیسی در بیان یک جمله با قدرت زبان منطقی برابر است و این برابری را به ارائه یک الگوریتم برای تبدیل جملات زبان انگلیسی به زبان منطق نشان داد. او برای انجام این عمل از حسابی به نام حساب لاندا lambda calculus استفاده می‌کند که توسط ریاضیدان آمریکایی به نام آلونزو چرچ alonzo church در سال ۱۹۳۰ ارائه شده‌است.
مونتگیو در سال ۱۹۷۱ در حادثه دزدی از منزل مسکونی اش به قتل رسید و آن قدر زنده نماند که تأثیر شگرف مقالاتش را در دنیای زبان‌شناسی ببیند. هم‌اکنون اصطلاح معناشناسی مونتگیو در میان زبان شناسان و منطقیانی که در حوزه معناشناسی زبان طبیعی کار می‌کنند از اصطلاحات پایه‌ای به‌شمار می‌رود و منظور از آن استفاده از منطق درجه بالا و حساب لاندا برای تبدیل الگوریتمیک جملات زبان طبیعی به جملات زبان منطق است.

## آثار
- Montague, Richard (1974). Formal Philosophy: Selected Papers of Richard Montague. Edited with an Introduction by Richmond H. Thomason. Yale Univiversity Press.